# Joseph Wenglein

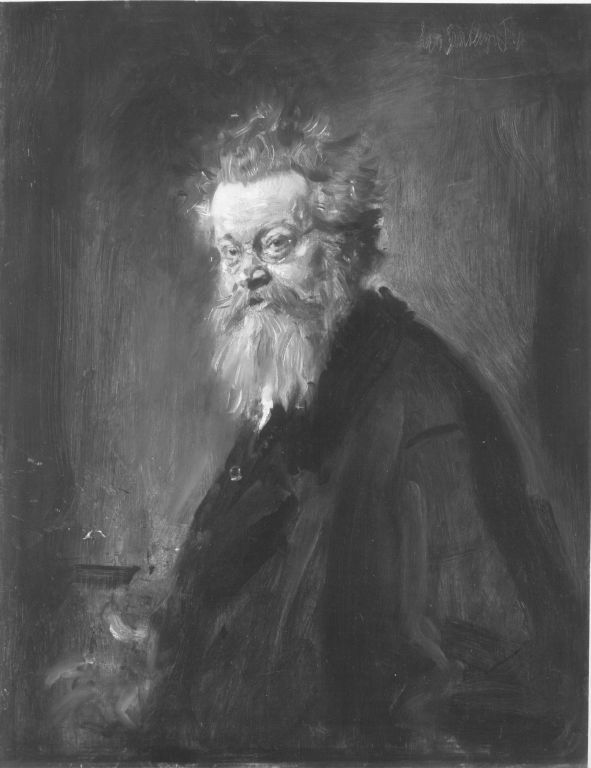
Joseph Wenglein, gemalt von Leo Samberger

Joseph Wenglein (* 5. Oktober 1845 in München; † 18. Januar 1919 in Bad Tölz) war ein deutscher Maler, der oft auch als einer der letzten bedeutenden Landschaftsmaler der Münchner Schule des 19. Jahrhunderts geführt wird.

## Leben
Parallel zu seinem Jura-Studium an der Ludwig-Maximilians-Universität war Joseph Wenglein Schüler der Akademie der Bildenden Künste seiner Heimatstadt. Anschließend wechselte er ganz zur Kunst und wurde Schüler im Atelier des Landschaftsmalers Johann Gottfried Steffan. Mit dessen Empfehlung wurde Wenglein einige Zeit später Schüler des Malers Adolf Heinrich Lier, dessen koloristische, auf den Ausdruck tiefer Stimmungen berechnete Tendenzen ihn besonders anzogen. Während seines Studiums wurde er Mitglied des AGV München im Sondershäuser Verband.
Wie Lier schöpfte Wenglein seine Motive ausschließlich aus der näheren und weiteren Umgebung Münchens, vorzugsweise aus den Isargegenden. Die wechselnde Tagesbeleuchtung, besonders im Frühjahr und im Herbst, wusste er mit feinem Gefühl für die leisesten Regungen der Atmosphäre wiederzugeben und den grauen Lustton der bayerischen Hochebene mit großer Virtuosität in allen Nuancen zu variieren. Einer seiner Schüler in München war der schwäbische Impressionist Otto Reiniger (1863–1909).
Wenglein erhielt die Ehrenbürgerwürde von Bad Tölz.

## Werke (Auswahl)

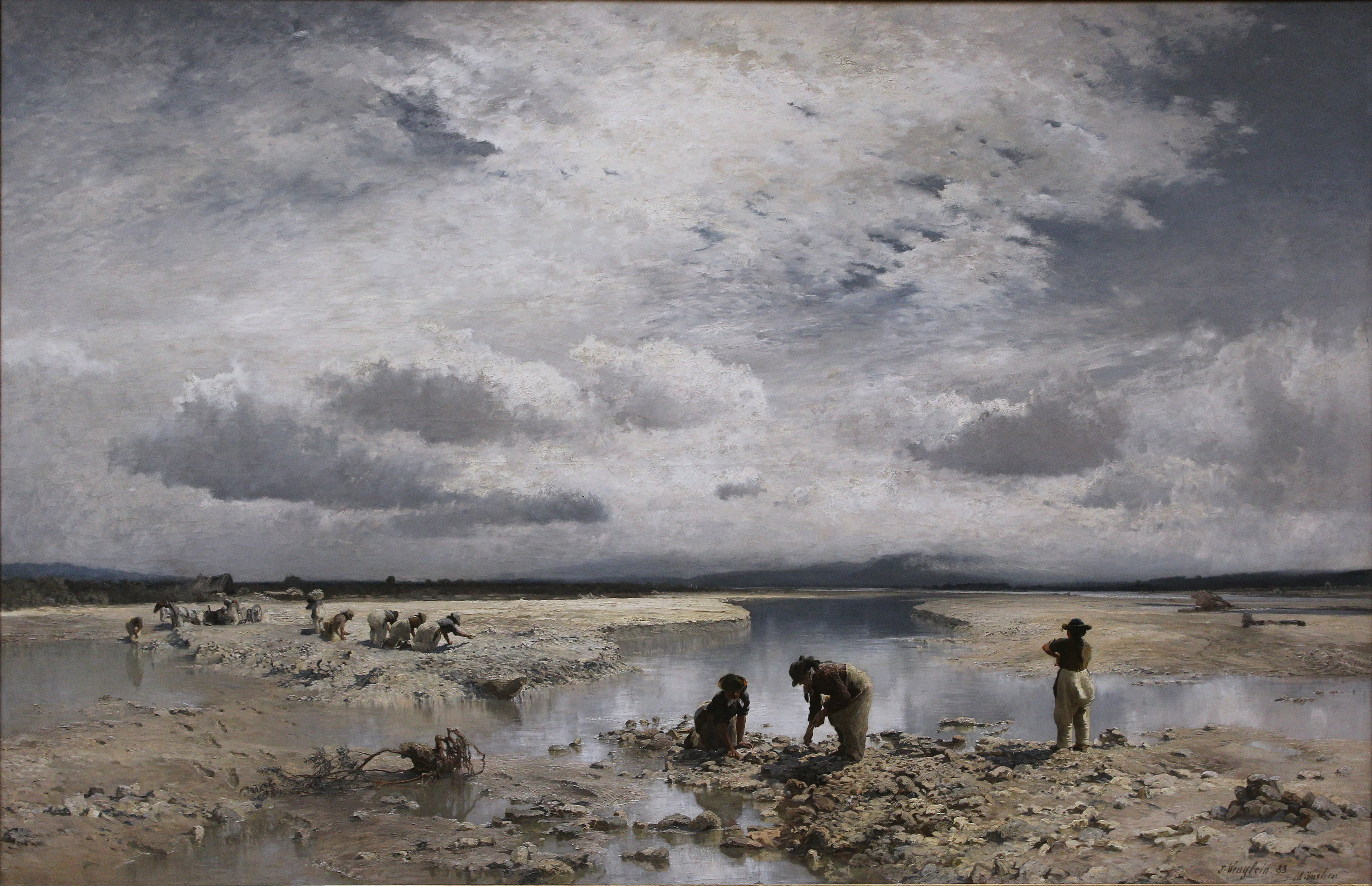
Die Kalksteinsammlerinnen im Isarbett bei Tölz
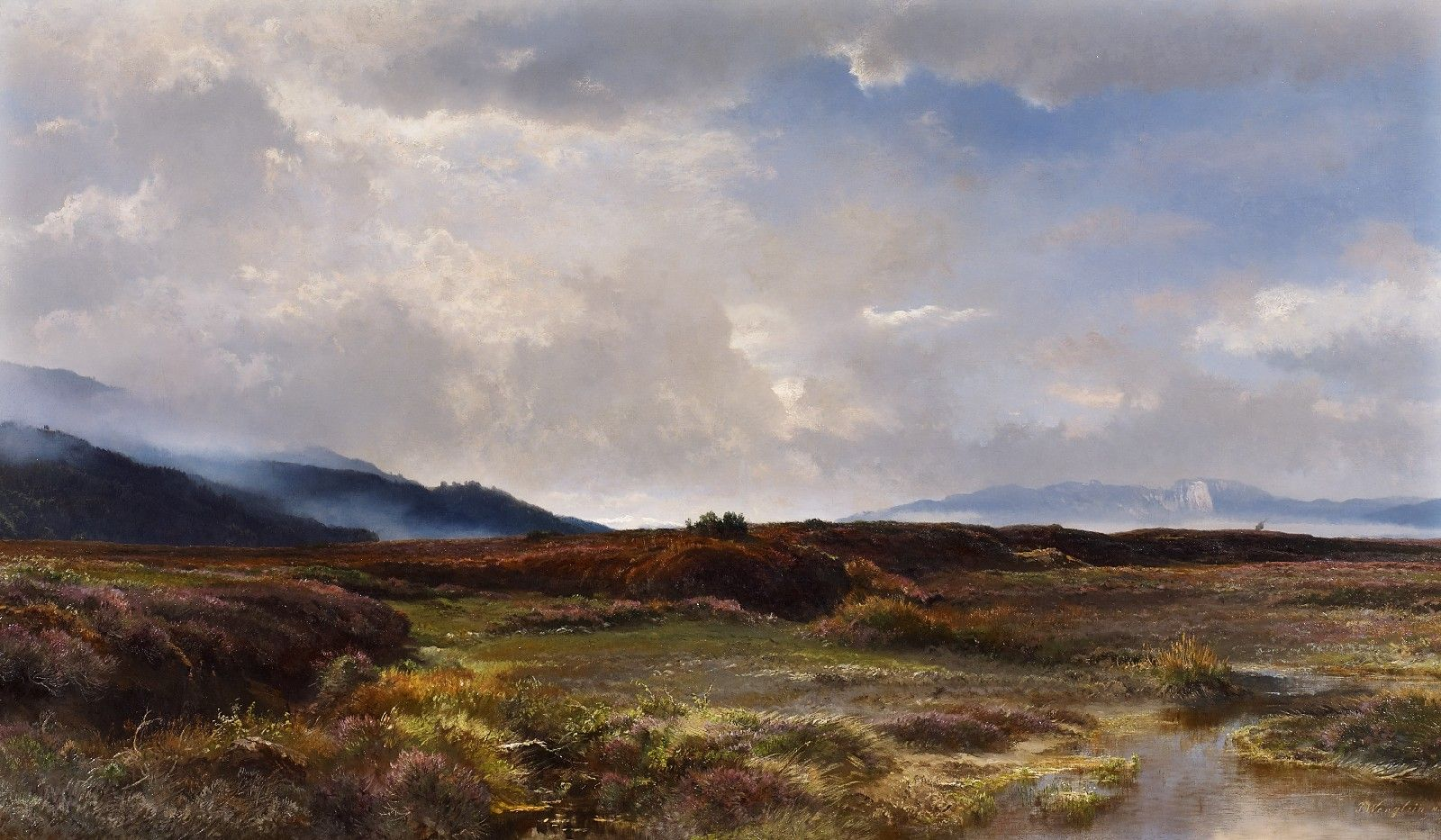
Weite Landschaft im Dachauer Moos
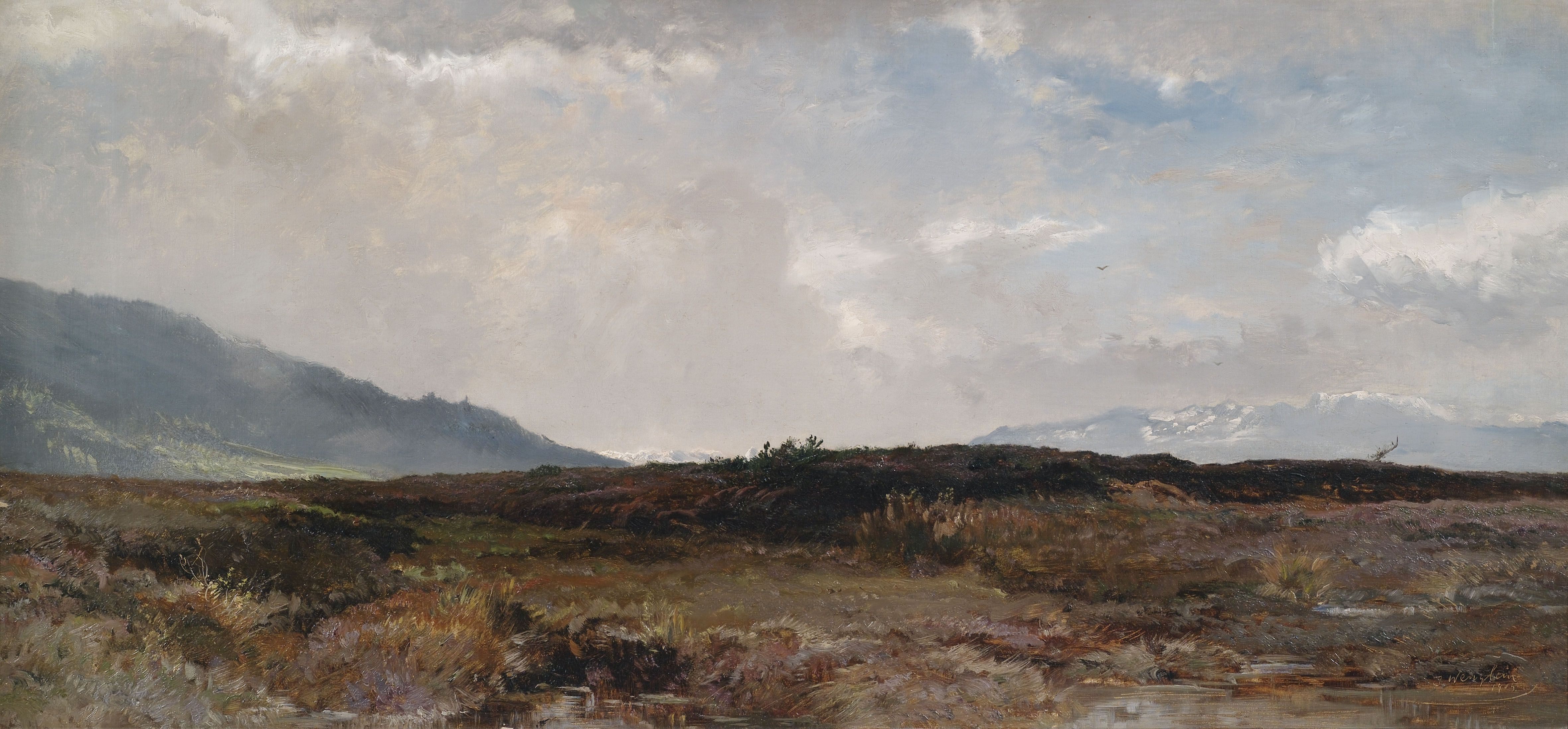
Voralpenlandschaft
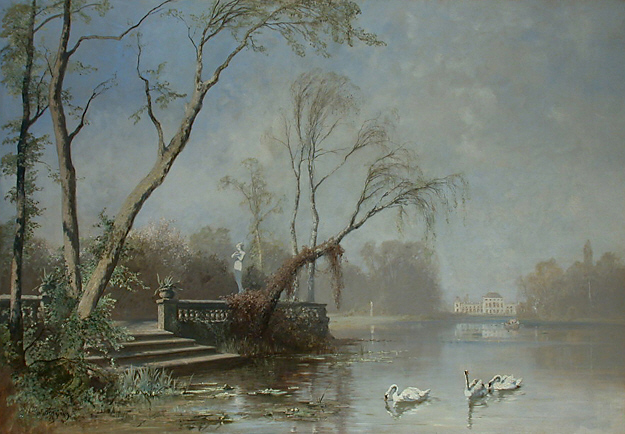
Schloss Nymphenburg
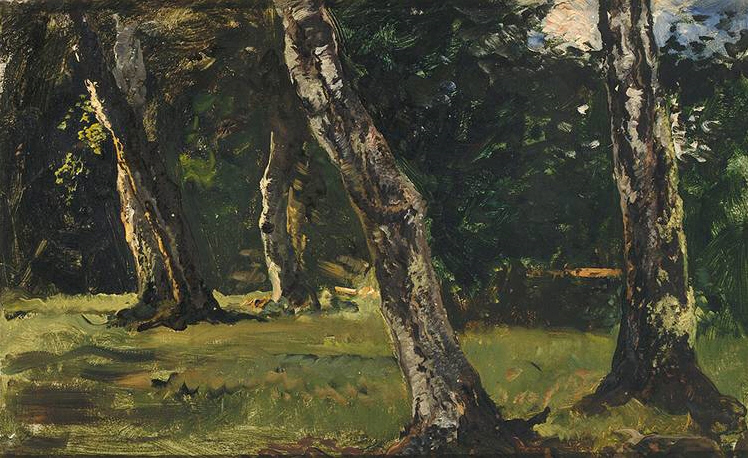
Parklandschaft mit alten Bäumen
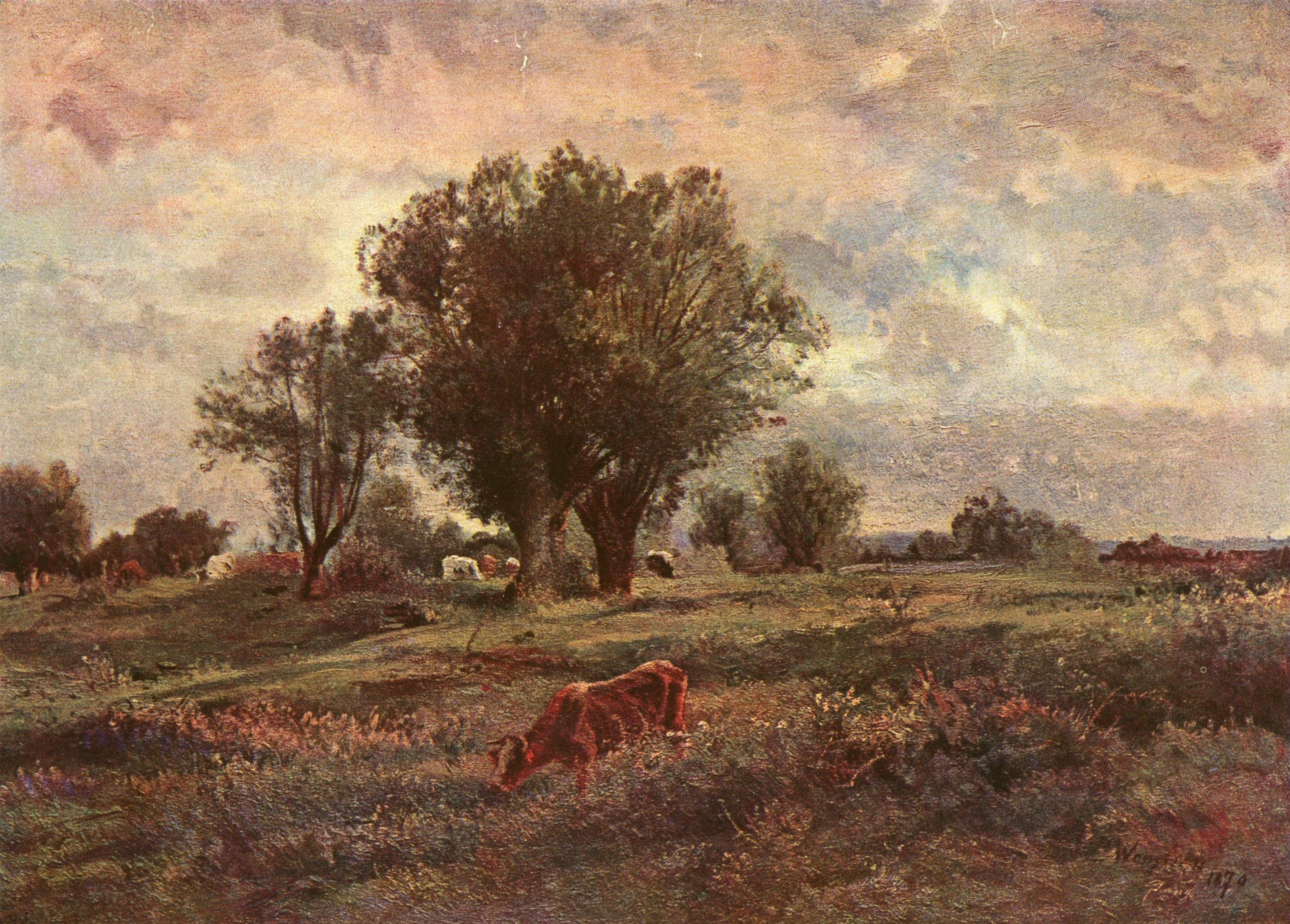
Weidegrund

Weitere von Wenglein bekannte Werke sind:
- Landschaft im Charakter der Isarufer
- Simmsee in Oberbayern
- Aus einem oberbayrischen Hochmoor
- Anfang des Frühlings
- Vom Innfluß in Bayern
- Das Isarbett zwischen Tölz und Lenggries
- Nach dem Hochwasser
- Herbstlandschaft mit Jägern und Ausblick über das Isarthal bei Tölz